# U-199
U-199 — большая океанская немецкая подводная лодка типа IXD2 времён Второй мировой войны. Заказ на постройку субмарины был отдан 4 ноября 1940 года. Лодка была заложена 10 октября 1941 года на верфи компании АГ Везер в Бремене под строительным номером 1045, спущена на воду 11 июля 1942 года, вошла в строй 28 ноября 1942 года под командованием капитан-лейтенанта Ганса-Вернера Крауса.

## Флотилии
- 28 ноября 1942 года — 30 апреля 1943 года 4-я флотилия (учебная)
- 1 мая 1943 года — 31 июля 1943 года 12-я флотилия

## Боевая служба
Лодка совершила один боевой поход, потопила 2 судна суммарным водоизмещением 4 181 брт.
Потоплена 31 июля 1943 года в Южной Атлантике к востоку от Рио-де-Жанейро, Бразилия, в районе с координатами 23°54′ ю. ш. 42°54′ з. д. глубинными бомбами с американского самолёта типа «Маринер» и двух бразильских самолётов («Каталина» и «Гудзон»). 49 человек погибли, 12 выжили.

## Потопленные суда
| Дата       | Тип            | Принадлежность | Дата         | Тоннаж (БРТ) | Груз                | Судьба   | Место                     |
| Changri-Lá | парусное судно | Бразилия       | 4 июля 1943  | 20           |                     | потоплен | 22°29′ ю. ш. 41°09′ з. д. |
| Henzada    | грузовое судно | Великобритания | 24 июля 1943 | 4 161        | 2095 тонн химикатов | потоплен | 25°30′ ю. ш. 44°00′ з. д. |